# Goerita betteni
Goerita betteni är en nattsländeart som beskrevs av Ross 1962. Goerita betteni ingår i släktet Goerita och familjen grusrörsnattsländor. Inga underarter finns listade i Catalogue of Life.